# Anita Margová
Anita Margová, rozená Barkusky (* 16. července 1955, Burow, Meklenbursko-Přední Pomořansko) je bývalá východoněmecká atletka.

## Kariéra
Později byla známa také pod jmény Weißová a Kehlová. Její specializací byl běh na 800 metrů a okrajově také čtvrtka s překážkami. První úspěch zaznamenala v roce 1973 na juniorském mistrovství Evropy v Duisburgu, kde získala zlatou medaili (800 m). Zlato vybojovala také ve štafetovém závodě na 4 × 400 metrů. V roce 1975 se stala v polských Katovicích halovou mistryní Evropy.
O rok později reprezentovala na letních olympijských hrách v Montrealu, kde doběhla ve finále půlky na čtvrtém místě v čase 1:55,74. Na bronzovou medaili, kterou vybojovala její krajanka Elfi Zinnová ztratila 14 setin sekundy.
Na Mistrovství Evropy v atletice 1978 v Praze skončila na šestém místě (1:57,7). Na témž šampionátu se zúčastnila také čtvrtky s překážkami, kde rovněž ve finále doběhla šestá (55,63 s). V roce 1979 na halovém ME ve Vídni získala stříbrnou medaili (800 m).